# Бржетислав I
Бржети́слав I (чеш. Břetislav; родился между 1002 и 1005 — 10 января 1055) — чешский князь с 1034 года из династии Пржемысловичей. Сын чешского князя Ольдржиха (Удальриха).

## Биография

### Правление
Бржетислав I вёл активную внешнюю политику, воевал против Польши и Венгрии. Ещё в правление отца получил Западную Моравию (1029 год).
В походе 1030 года на Венгрию германского императора поддерживали чешские войска под предводительством Бржетислава.
В 1035 году Бржетислав помог императору Конраду II в его войне против лютичей.
Пользуясь беспорядками в Польше после смерти Мешко II и сменой власти в Германии, Бржетислав I в 1038 или 1039 году напал на Польшу и захватил Познань, разграбил Краков и Гнезно. Многие поляки были уведены в плен. На обратном пути он завоевал часть Силезии включая Вроцлав. Навстречу армии германского короля Генриха III, которая должна была покарать за этот набег, Бржетислав послал в качестве заложника своего сына с обещанием самому прибыть для принесения присяги. Германский король Генрих III, опасавшийся усиления Бржетислава, начал войну против нарушившего слово князя. Вторгшись в 1040 году в Богемию двумя армиями, он был вынужден отступить после поражения в Богемском лесу, так как Бржетислав получил подкрепление от венгров.
В 1041 году Генрих III ещё раз тремя армиями, с севера, запада и юга, выступил против Богемии. Когда войска встали под Прагой, Бржетислав был вынужден покориться, не получив поддержки от чешской знати. 15 октября 1041 года в покаянных одеждах он принёс присягу на верность на имперском сейме в Регенсбурге, заплатил штраф в 4000 марок золотом и был пожалован в качестве ленов Богемией и двумя польскими областями — вероятно, частью Силезии с Бреслау. Впредь он на всю жизнь сохранил верность Генриху III, часто бывал при дворе и поддерживал его военные мероприятия. С этого времени Чехия вошла в состав Священной Римской империи.
В 1042 году Бржетислав участвовал в походе Генриха III в Венгрию против Абу Шамуэля. Поход закончился не очень успешно.
В 1044 году Бржетислав вновь участвует в походе германского короля в Венгрию. На этот раз Аба Шамуэль был разбит наголову, посажен в тюрьму и затем казнён.
В Польше укрепил свою власть Казимир I, претензии которого на Силезию германский император вначале отклонил. Но поскольку Казимир, как свойственник Ярослава Мудрого и короля Андрея Венгерского был в состоянии добиться её силой, император в 1054 году приказал князю Бржетиславу возвратить Казимиру Бреслау и другие города Силезии за 500 марок серебром и 30 марок золотом ежегодной дани, чтобы установить между странами длительный мир.

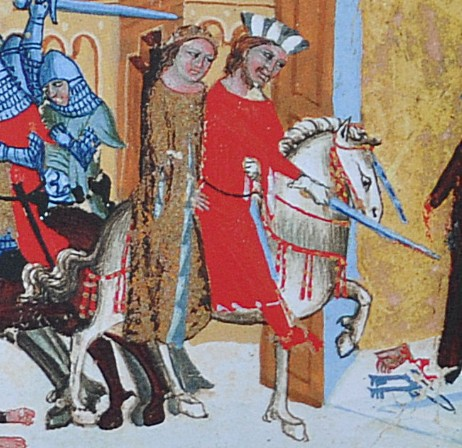
Бржетислав похищает Юдифь из монастыря.

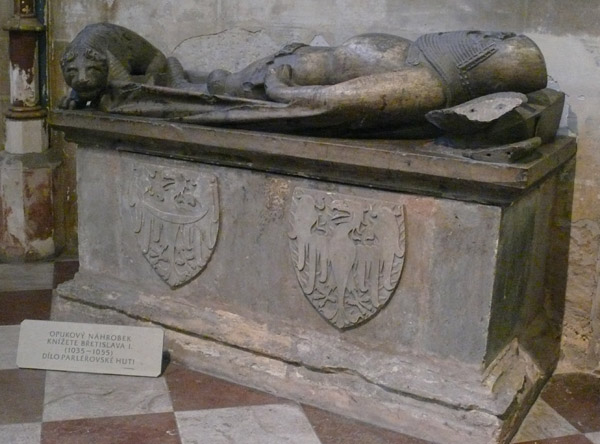
Гробница Бржетислава I

В 1054 году Бржетислав I издал закон, по которому Богемия должна была оставаться впредь неделимым княжеством: старейший в роде должен вступать преемственно на престол, а прочие князья — быть наделяемыми уделами в Моравии (Lex Brzetislawii). Этот закон о престолонаследии, дававший повод к частым спорам, просуществовал до 1216 года, когда король Пржемысл Оттокар I ввёл закон о наследовании старшим сыном.
В 1055 году Бржетислав умер в Хрудиме во время подготовки к вторжению в Венгрию. После смерти Бржетислава его старшему сыну Спитигневу императором была пожалована в лен Бавария.

### Семья
Бржетислав женился на сестре маркграфа Швейнфурта Оттона Белого Юдифи (ум. 1058). Она была похищена Бржетиславом из баварского монастыря, стоящего на реке Майн. Дети:
- Спытигнев II (1031—1061), князь Чехии;
- Вратислав II (ум. 1093), князь Чехии;
- Конрад I (ум. 1093), князь Западной Моравии;
- Яромир (ум. 1090), епископ Праги в 1067—1073 и 1074—1090 годах;
- Ота I, князь Моравии.